# Joseph Djida
Joseph Djida OMI (* 8. April 1945 in Mayo-Darlé; † 6. Januar 2015 in Ngaoundéré) war Bischof von Ngaoundéré.

## Leben
Joseph Djida, Sohn eines katholischen Vaters und einer Muslima, studierte Philosophie und Theologie am Priesterseminar in Ngaoundéré sowie Nkolbisson und trat 1972 der Ordensgemeinschaft der Oblaten der Unbefleckten Jungfrau Maria bei. Nach Beendigung seines Studiums am Seminar in Koumi, Burkina Faso, empfing am 5. Dezember 1976 die Priesterweihe. Er war zunächst Kaplan an der Kathedrale in Garoua (1976–81) und absolvierte anschließend ein theologisches Masterstudium an der Saint Paul University in Ottawa. An der Päpstlichen Akademie Alfonsiana in Rom wurde er 1991 in Moraltheologie promoviert. Zurück in Kamerun engagierte er sich für die Ausbildung des Diözesanklerus und lehrte am Catholic Institute of Yaoundé sowie am Großen Seminar St. Augustus in Maroua, wo er auch von 1994 bis 1997 Rektor war. Er war erster einheimischer Provinzial seines Ordens in Kamerun. 
Papst Johannes Paul II. ernannte ihn am 23. Oktober 2000 zum Bischof von Ngaoundéré. Die Bischofsweihe spendete ihm der Apostolische Nuntius in Kamerun und Äquatorialguinea, Félix del Blanco Prieto, am 25. Februar des nächsten Jahres; Mitkonsekratoren waren Antoine Ntalou, Erzbischof von Garoua, und Eugeniusz Juretzko OMI, Bischof von Yokadouma. Er war unter anderem Präsident der Bischofskonferenz von Kamerun.
Joseph Djida starb an den Folgen eines Herzinfarkts.